# 닥터고
《닥터고》는 MBC에서 방영했던 건강 프로그램이다.

## 고정
- 김성주(진행자)
- 서장훈(진행자)
- 김성은
- 지상렬
- 허경환

## 시청률
| 회차 | 방송 일자        | 전국 시청률 |
| ---- | ---------------- | ----------- |
| 1회  | 2016년 12월 17일 | 2.9%        |
| 2회  | 2016년 12월 22일 | 2.7%        |
| 3회  | 2017년 1월 5일   | 2.1%        |
| 4회  | 2017년 1월 12일  | 2.5%        |
| 5회  | 2017년 1월 19일  | 2.7%        |
| 6회  | 2017년 1월 28일  | 미집계      |

## 방송가능한지역
- 광주MBC
- 목포MBC
- MBC경남
- 전주MBC
- 안동MBC
- 춘천MBC
- MBC강원영동
- 원주MBC
- MBC충북

## 방송불가능한지역
- 대구MBC: 전국시대
- 포항MBC : 시사공감 구구포차
- 대전MBC : 시사플러스
- 울산MBC : 11시10분 돌직구 40/11시50분 지금 울산은 스페셜
- 제주MBC : 제주MBC 시사진단
- 부산 MBC: 11시10분 좌충우돌 만국유람기/11시50분 부산,부산문화

DMB방송지역
- 강원도, 전라도
- 충북(DMB월 1~2회 방송 안 함)(가끔씩 안 나올 수 있음)

## 같이 보기
- 나는 몸신이다
- 비타민
- 내 몸 사용설명서
- 내 몸 플러스

## 동시간대 경쟁 프로그램
- 다문화 고부열전 (EBS 1TV)
- 썰전 (JTBC)
- 기막힌 이야기 실제상황 (MBN)
- 싱데렐라 (채널A)
- 엄마가 뭐길래 (TV조선)
- 인생술집 (TVN)
- 해피투게더 (KBS 2TV)
- 자기야 - 백년손님 (SBS)